# Cohort (estadística)
Una cohort, en estadística i demografia, és un grup d'individus, habitualment persones, d'una determinada població, definida per compartir un mateix esdeveniment (generalment, la data de naixement) en un determinat lapse de temps i lloc. Per exemple: el conjunt de les dones irlandeses nascudes l'any 1950, o els treballadors de la construcció que han fumat entre els 25 i 45 anys, o els bombers de Barcelona. Cadascun d'aquests conjunts forma una cohort, que es pot estudiar des de punts de vista tals com la seva morbiditat o mortalitat, o l'educació o el nivell econòmic, per buscar-ne uns patrons que donin informació significativa en els seus determinants de salut o demogràfics. També s'utilitzen en l'estudi de cohorts.